# 布蘭登堡的卡塔里娜
布蘭登堡的卡塔里娜（德語：Katharina von Brandenburg，1602年5月28日—1649年8月27日）是布蘭登堡選侯約翰·西吉斯蒙德的女兒，母親是普魯士的安娜。

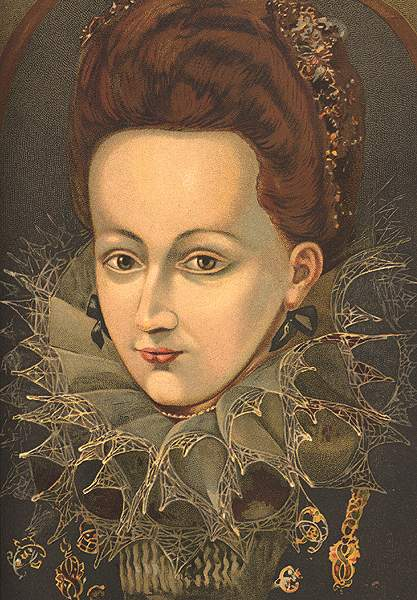
布蘭登堡的卡塔里娜

1626年，卡塔里娜與外西凡尼亞親王拜特伦·加博尔結婚，兩人沒有子女。